# MTV Unplugged (album Nickelback)
MTV Unplugged – minialbum koncertowy kanadyjskiej grupy rockowej Nickelback, wydany w 2003 roku, nakładem wytwórni Roadrunner Records. Album zawiera sześć utworów w wersjach akustycznych. wykonanych podczas koncertu, jaki się odbył 16 września 2003 roku w „MTV Studios” w Bussum w Holandii. Na płycie znalazł się także utwór „Hero”, nagrany przez wokalistę grupy Chada Kroegera w duecie z Joseyem Scottem, wokalistą grupy Saliva w 2002 roku, specjalnie na potrzeby filmu Spider Man. Akustyczna wersja utworu „Where Do I Hide” znalazła się na stronie B singla „Feelin' Way Too Damn Good” oraz „Figured You Out”, wydanych w roku 2004.

## Lista utworów
| Nr. |  | Tytuł               | Tekst                            | Muzyka                            | Długość |
| --- |  | ------------------- | -------------------------------- | --------------------------------- | ------- |
| 1.  |  | „Leader of Men”     | Chad Kroeger                     | Nickelback                        | 3:49    |
| 2.  |  | „Someday”           | Ch.Kroeger / R.Peake / M.Kroeger | Nickelback                        | 3:28    |
| 3.  |  | „Too Bad”           | Chad Kroeger                     | Nickelback                        | 4:09    |
| 4.  |  | „Where Do I Hide”   | Chad Kroeger                     | Nickelback                        | 4:01    |
| 5.  |  | „Hero”              | Chad Kroeger                     | Ch.Kroeger / J.Scott / T.Connolly | 3:17    |
| 6.  |  | „How You Remind Me” | Chad Kroeger                     | Nickelback                        | 3:54    |
|     |  |                     |                                  |                                   |         |

## Twórcy
- Chad Kroeger - wokal, gitara akustyczna, produkcja
- Ryan Peake - gitara akustyczna, wokal wspierający
- Mike Kroeger - gitara basowa
- Ryan Vikedal - perkusja
- Jan Schuurman - miksowanie